# Caryomyia tubicola
Caryomyia tubicola är en tvåvingeart som först beskrevs av Osten Sacken 1862.  Caryomyia tubicola ingår i släktet Caryomyia och familjen gallmyggor. Inga underarter finns listade i Catalogue of Life.